# Cegonha-episcopal
A cegonha-episcopal (Ciconia episcopus) é uma espécie de ave pernalta grande da família das cegonhas Ciconiidae. Reproduz-se individualmente ou em pequenas colônias soltas. É distribuída em uma grande variedade de habitats, incluindo pântanos em florestas, áreas agrícolas e zonas úmidas de água doce em toda a Ásia.

## Taxonomia
A cegonha-episcopal foi descrita pelo polímata francês Georges-Louis Leclerc, conde de Buffon, em 1780, em sua obra Histoire Naturelle des Oiseaux, a partir de um espécime coletado na costa do Coromandel, na Índia. A ave também foi ilustrada em uma placa colorida à mão, gravada por François-Nicolas Martinet, na obra Planches Enluminées D'Histoire Naturelle, produzida sob a supervisão de Edme-Louis Daubenton [en] para acompanhar o texto do conde de Buffon. Nem a legenda da placa nem a descrição de Buffon incluíam um nome científico, mas em 1783 o naturalista holandês Pieter Boddaert cunhou o nome binomial Ardea episcopus em seu catálogo de Planches Enluminées. A cegonha-episcopal é agora colocada no gênero Ciconia, que foi criado pelo zoólogo francês Mathurin Jacques Brisson em 1760. O nome do gênero Ciconia é a palavra em latim para “cegonha”; o epíteto específico episcopus é a palavra em latim para “bispo”.
Duas subespécies são reconhecidas:
- C. e. episcopus (Boddaert, 1783) - Índia até a Indochina, Filipinas e Península da Malásia, norte de Sumatra

- C. e. neglecta (Finsch, 1904) - sul de Sumatra, Java, Pequenas Ilhas da Sonda, Celebes

A edição on-line do Handbook of the Birds of the World [en], a IOU, Clements e a IUCN reclassificaram a raça africana, C. e. microscelis, como uma espécie separada, a cegonha Ciconia microscelis, com as duas subespécies restantes se tornando a cegonha-episcopal. O Handbook of the Birds of the World e outras fontes de listas taxonômicas usam a separação geográfica como a única base para elevar as três subespécies a duas espécies, e essa suposição precisa ser testada usando métodos mais definitivos, como a genética.

## Descrição
A cegonha-episcopal é uma cegonha de tamanho médio, com 75 a 92 cm de altura. A íris é profundamente carmesim ou vermelho-vinho. A cegonha é preta brilhante em geral com uma “calota craniana” preta, com um pescoço branco felpudo. A parte inferior da barriga e as coberturas inferiores da cauda são brancas, destacando-se do restante da plumagem de cor escura. As penas do pescoço dianteiro são iridescentes com uma coloração roxo-acobreada. Essas penas são alongadas e podem ser erguidas durante as exibições. A cauda é profundamente bifurcada e é branca, geralmente coberta pelas longas coberturas pretas da cauda. Tem pernas longas e vermelhas e um bico pesado e enegrecido, embora alguns espécimes tenham bicos em grande parte vermelho-escuros, com apenas o terço basal preto. Os sexos são semelhantes. Os pássaros filhotes são versões mais opacas do adulto, com uma testa emplumada que, às vezes, é listrada de preto e branco. Os pássaros africanos são descritos como tendo as bordas do barrete preto difusas ou com uma borda irregular, em comparação com uma borda nítida e limpa nos pássaros asiáticos. Os sexos são idênticos, embora se acredite que os machos sejam maiores. Quando as asas são abertas durante as exibições ou para voar, uma faixa estreita de pele sem penas muito brilhante é visível ao longo da parte inferior do antebraço. Essa faixa foi descrita como sendo “vermelho-alaranjado neon”, “como uma joia vermelho-dourada” e “quase brilhante” quando vista de perto.
Os filhotes pequenos são cinza-claro, com a parte inferior do pescoço amarelada e um píleo preto. Na idade de voo, o pássaro imaturo é idêntico ao adulto, exceto pela testa emplumada, iridescência muito menor nas penas e penas muito mais longas e macias no pescoço. Os filhotes que já aprenderam a voar têm uma marca branca proeminente no centro da testa que pode ser usada para distinguir dos outros filhotes.
Os nomes comuns em inglês para essa espécie incluem white-necked stork, white-headed stork, bishop stork e parson-bird. Mais recentemente, as populações africanas e asiáticas são consideradas duas espécies diferentes. Isso se baseia puramente no isolamento geográfico, mas ainda não há evidências morfológicas ou filogenéticas que sustentem essa divisão.

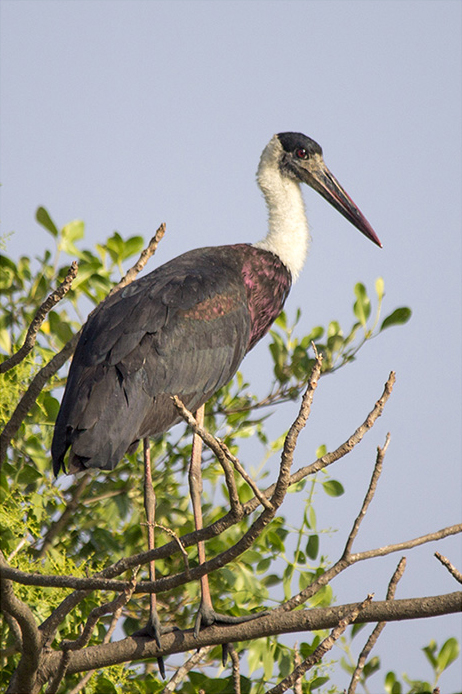
Cegonha-episcopal.

## Distribuição e habitat

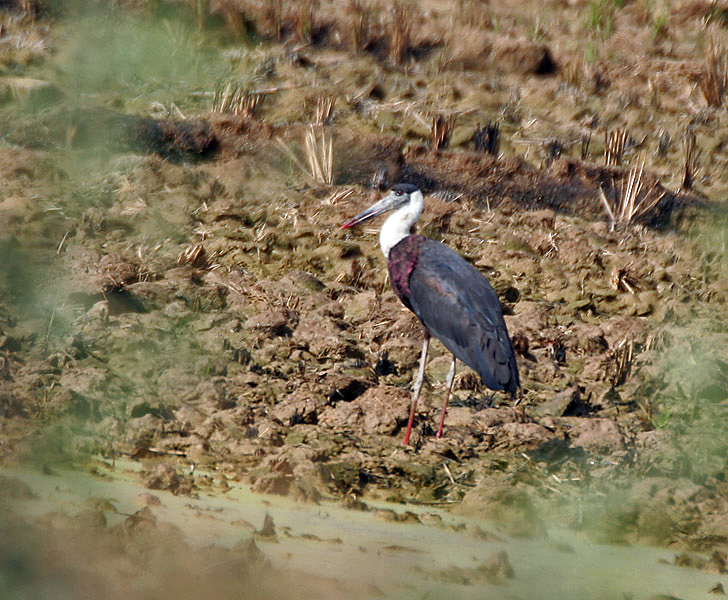
Nos campos próximos a en, no distrito de Faridabade, em Harianá, Índia.

É uma espécie tropical muito difundida que se reproduz na Ásia, da Índia à Indonésia. É um criador residente que constrói ninhos em árvores localizadas em campos agrícolas ou áreas úmidas, em penhascos naturais e em torres de telefonia celular. Usam uma variedade de áreas úmidas de água doce, incluindo reservatórios e pântanos sazonais e perenes, terras agrícolas, canais de irrigação e rios, mas são vistos principalmente em áreas agrícolas e em áreas úmidas fora de áreas protegidas no sul da Ásia e em Myanmar. São atraídos por incêndios em pastagens e campos de cultivo, onde capturam insetos que tentam escapar do fogo. Usam lagoas e pântanos dentro de florestas na Ásia, especialmente no sudeste asiático, onde usam áreas gramadas e pantanosas em clareiras em vários tipos de florestas. Na Índia, são uma espécie incomum em habitats costeiros. Usam áreas costeiras na Ásia, com pássaros em Celebes observados comendo cobras marinhas. Em uma paisagem agrícola no norte da Índia, as cegonhas preferiam campos de pousio durante o verão e as estações de monções, e áreas úmidas naturais de água doce durante o inverno. Aqui, os canais de irrigação eram usados preferencialmente durante os invernos, quando os níveis de água eram baixos, e as aves evitavam campos de cultivo em todas as estações. Com a ajuda da construção de novos canais de irrigação, essa espécie está se espalhando para áreas áridas, como o deserto de Thar, no Rajastão, na Índia. No sul da Ásia, as cegonhas usam, em grande parte, paisagens agrícolas, com um número maior de indivíduos usando áreas úmidas desprotegidas em relação à quantidade de áreas úmidas na paisagem, e a maioria dos indivíduos usa culturas agrícolas. Em Harianá, no norte da Índia, elas fazem seus ninhos em árvores plantadas ao longo de campos de cultivo e canais de irrigação como parte da agrofloresta multifuncional tradicional e geralmente evitam árvores próximas a assentamentos humanos.
Indivíduos dessa espécie foram avistados em altitudes de 3.790 m acima do nível do mar na China (área úmida de Napahai), e 3.540 m acima do nível do mar no Nepal (Área de Conservação de Annapurna).

## Comportamento

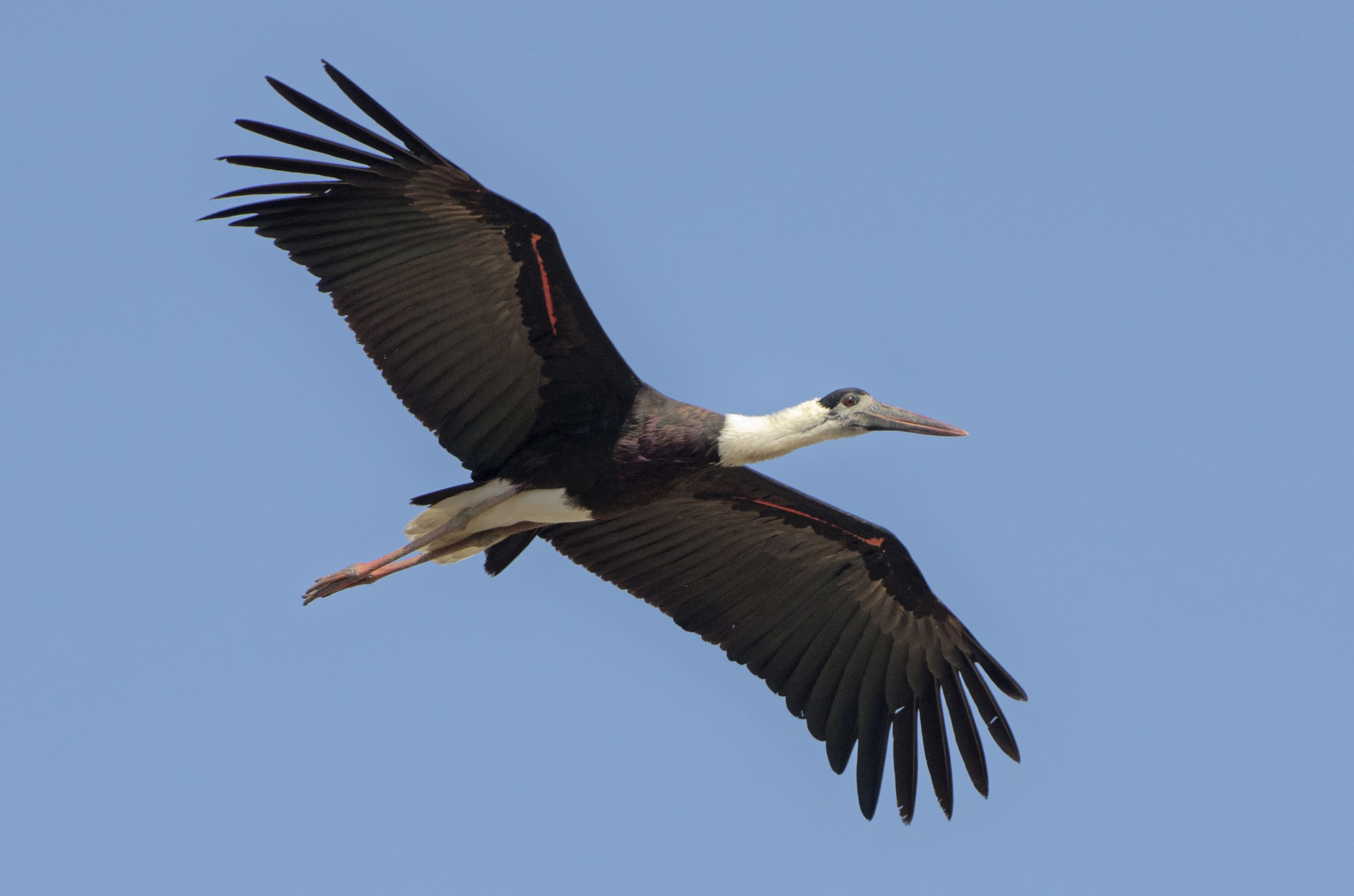
Voando em Maharashtra, Índia.

Vários cantos de aves adultas foram descritos, incluindo assobios bissilábicos dados juntamente com exibições no ninho, e um som sibilante feroz quando uma ave foi atacada por um falcão treinado. A cegonha-episcopal é uma ave de asas largas que voa alto e depende da movimentação entre térmicas de ar quente para um voo sustentado de longa distância. Como todas as cegonhas, ela voa com o pescoço estendido. Também foi observada “rolando, caindo e mergulhando em ângulos íngremes” no ar, com o vento através de suas penas fazendo um barulho alto. Aves adultas também foram observadas mergulhando dos ninhos antes de voar abruptamente em um “voo semelhante ao de um morcego”.
Essa espécie é vista principalmente como aves solitárias, em pares ou em pequenos grupos familiares de 4 a 5 indivíduos. Embora os bandos sejam incomuns, eles ocorrem em todas as partes da área de distribuição da espécie e podem ser vistos em todas as estações. Os bandos são afetados por diferentes fatores em diferentes áreas. Em áreas mais áridas, a maioria dos bandos ocorre no verão, quando restam poucas áreas úmidas, enquanto que em áreas com mais água, os bandos ocorrem principalmente no inverno, depois que os filhotes saem dos ninhos. No entanto, em paisagens agrícolas, a irrigação artificial introduz uma complexidade considerável no fornecimento de água durante todo o ano, e os bandos ocorrem durante todo o ano. Elas frequentemente se associam a espécies de cegonhas invernantes, incluindo as cegonhas-pretas e brancas.
As cegonhas-episcopais que usam paisagens agrícolas do sul da Ásia demonstraram mudanças de comportamentos sazonais consistentes com a alteração das condições da paisagem. As cegonhas mudaram seus habitats preferidos (em relação à disponibilidade de cada habitat) de áreas úmidas naturais no inverno para campos de pousio secos no verão, e evitaram ativamente (usaram muito menos em relação à disponibilidade) os arrozais inundados. De forma análoga a essa mudança de habitat preferido sazonalmente, as cegonhas-episcopais nas planícies do Nepal passaram menos tempo forrageando (sugerindo maior eficiência na busca de alimento) durante o inverno em relação às monções, quando os arrozais eram a cultura dominante. Essas duas observações sugerem que as cegonhas-episcopais preferiam culturas mais secas como habitats de forrageamento, e sua eficiência de forrageamento melhorou em culturas menos úmidas. Além disso, as cegonhas no Nepal não alteraram seus comportamentos de forrageamento para os comportamentos de alerta que gastavam energia quando estavam perto de fazendeiros, embora o tempo gasto em alerta tenha diminuído consideravelmente durante o forrageamento em habitats de áreas úmidas. Isso sugere que as cegonhas não veem os fazendeiros como uma ameaça significativa. Os orçamentos de atividade das cegonhas-episcopais nas planícies do Nepal foram idênticos aos registrados para cegonhas semelhantes em reservas protegidas e gerenciadas, sugerindo que as terras agrícolas do sul da Ásia oferecem benefícios consideráveis como áreas de forrageamento adequadas, com o mínimo de perturbações por parte dos agricultores para aves aquáticas de grande porte, como as cegonhas-episcopais.

### Dieta
A cegonha-episcopal caminha lenta e firmemente no chão em busca de suas presas, que, como a maioria de seus parentes, consistem em anfíbios, répteis e insetos.

### Reprodução
Normalmente, um grande ninho de gravetos é construído em uma árvore e o tamanho da ninhada é de dois a seis ovos, sendo que cinco e seis ovos são menos comuns. Os pássaros usam árvores de florestas e árvores dispersas em áreas agrícolas para construir ninhos. Na Índia, alguns ninhos foram observados em áreas urbanas ou perto delas, em torres de telefonia celular, mas esse tipo de nidificação em estruturas artificiais feitas pelo homem não é uma ocorrência regular. Penhascos ribeirinhos são ocasionalmente usados para nidificação.
Em Harianá, no norte da Índia, as cegonhas-episcopais usavam árvores próximas a canais de irrigação e longe de habitações humanas para fazer ninhos, e não eram afetadas pela presença de áreas úmidas naturais e áreas relativamente maiores de árvores na paisagem. Pouquíssimos ninhos por ano foram colocados em estruturas artificiais, como postes de eletricidade, e a maioria foi colocada em Dalbergia sissoo, Ficus religiosa e espécies de Eucalyptus. Na paisagem agrícola de Harianá, um pequeno número de ninhos de cegonha-episcopal também foi encontrado em Acacia nilotica, Azadirachta indica, Mangifera indica, Mitragyna parviflora, Syzhygium cumini e Tectona gradis. As cegonhas-episcopais reutilizaram mais de 44% dos locais de nidificação por vários anos. O tamanho da ninhada de 42 ninhos bem-sucedidos em Harianá foi relativamente alto, com mais de três filhotes saindo dos ninhos com sucesso, e um pequeno número de ninhos a cada ano saindo com quatro e cinco filhotes cada, com seis filhotes saindo de um ninho. Observações detalhadas dos hábitos reprodutivos no norte da Índia sugerem que a cegonha-episcopal não é uma espécie obrigatória de áreas úmidas, ao contrário de outras espécies de cegonhas que localizam seus ninhos perto de áreas úmidas.
Dois ninhos de cegonhas-episcopais foram reutilizados depois que os filhotes de cegonha saíram do ninho por papagaios pretos Milvus migrans nas planícies do Nepal. Os ninhos de cegonhas-episcopais em Harianá foram reutilizados preferencialmente por corujas Bubo coromandus em vez de outros ninhos grandes feitos por outras espécies de aves na área. Parece provável que as cegonhas-episcopais contribuam para o bem-estar de muitas outras espécies, inclusive grandes aves de rapina, por meio de relações comensais e outras relações entre espécies associadas a seus ninhos.

## Conservação
A espécie foi elevada de “Quase ameaçada” para “Vulnerável” em 2014, com base em relatos anedóticos de desmatamento no sudeste da Ásia, o que poderia levar a declínios populacionais catastróficos, com a suposição de que a espécie precisava de áreas úmidas protegidas dentro de reservas florestais. No entanto, a espécie foi rebaixada para “Quase ameaçada” em 2019, depois que surgiram evidências concretas do sul da Ásia e de Myanmar de que a estimativa populacional anterior era uma subestimação grave e que a maioria das cegonhas-episcopais usava áreas agrícolas e zonas úmidas desprotegidas, com abundâncias menores dentro de reservas florestais. As paisagens agrícolas no norte da Índia suportam um número considerável de pares reprodutores que têm tamanhos de ninhada relativamente grandes e comportamentos semelhantes aos das cegonhas em reservas protegidas gerenciadas, sugerindo que essa espécie não é uma ave obrigatória de áreas úmidas e que não depende de áreas úmidas protegidas e reservas florestais não perturbadas. Uma “estimativa” anterior de 25.000 cegonhas-episcopais no sul e sudeste da Ásia foi revisada para cima, para uma estimativa de mais de 2.000.000 cegonhas somente no sul da Ásia.
As contagens realizadas ao longo do rio Mecom no Camboja (primeira pesquisa em 2006 e 2007, seguida por outra em 2018) mostraram algumas variações no número de cegonhas-episcopais contadas. Essas variações podem ter sido devidas a diferenças nos métodos de contagem e na estação, tornando difícil saber se o tamanho da população dessa espécie mudou ao longo do rio Mecom. As distribuições modeladas das cegonhas-episcopais se sobrepõem fortemente às reservas florestais no sudeste asiático, sugerindo baixa capacidade de sobrevivência fora das florestas, em forte contraste com a situação no sul da Ásia e em Myanmar. A maioria das reservas florestais e zonas úmidas protegidas no sudeste asiático está ameaçada, sugerindo que as cegonhas-episcopais enfrentam um futuro incerto nessa região.

## Diferentes visões e aspectos

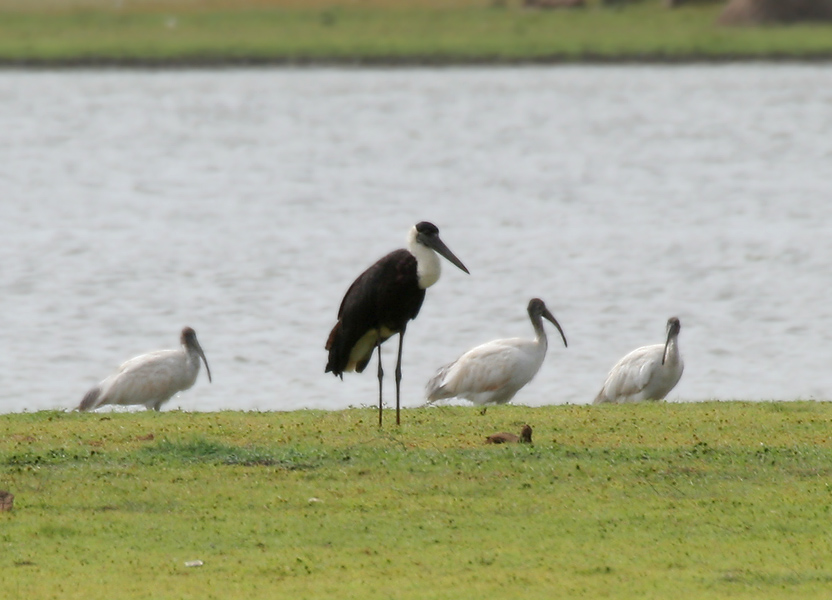
Com íbis-de-cabeça-negra no lago Pocharam [en], Telanganá, Índia.
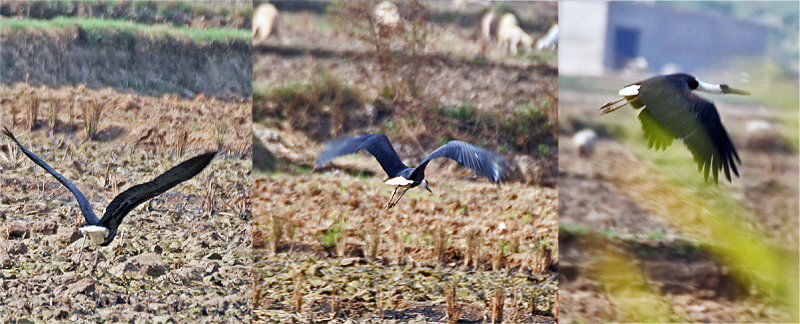
Decolando dos campos perto de Hodal [en], no distrito de Faridabade, em Harianá, Índia.
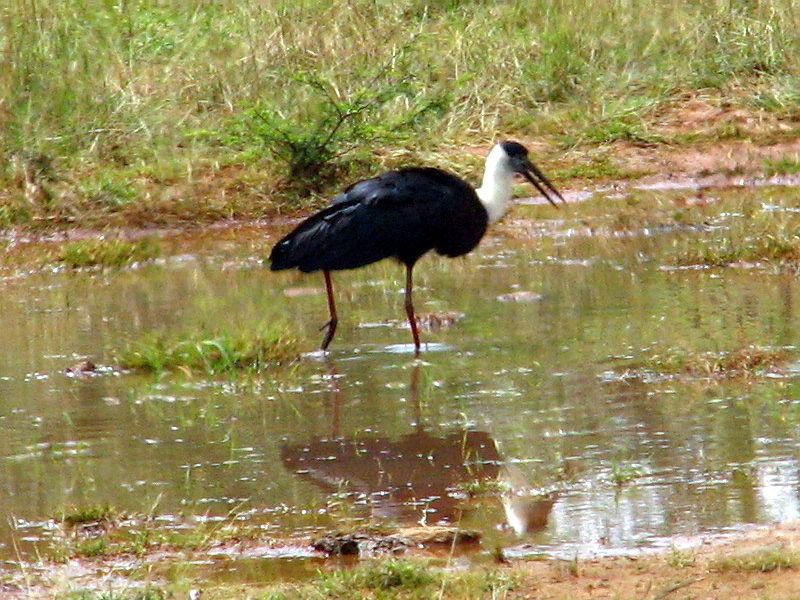
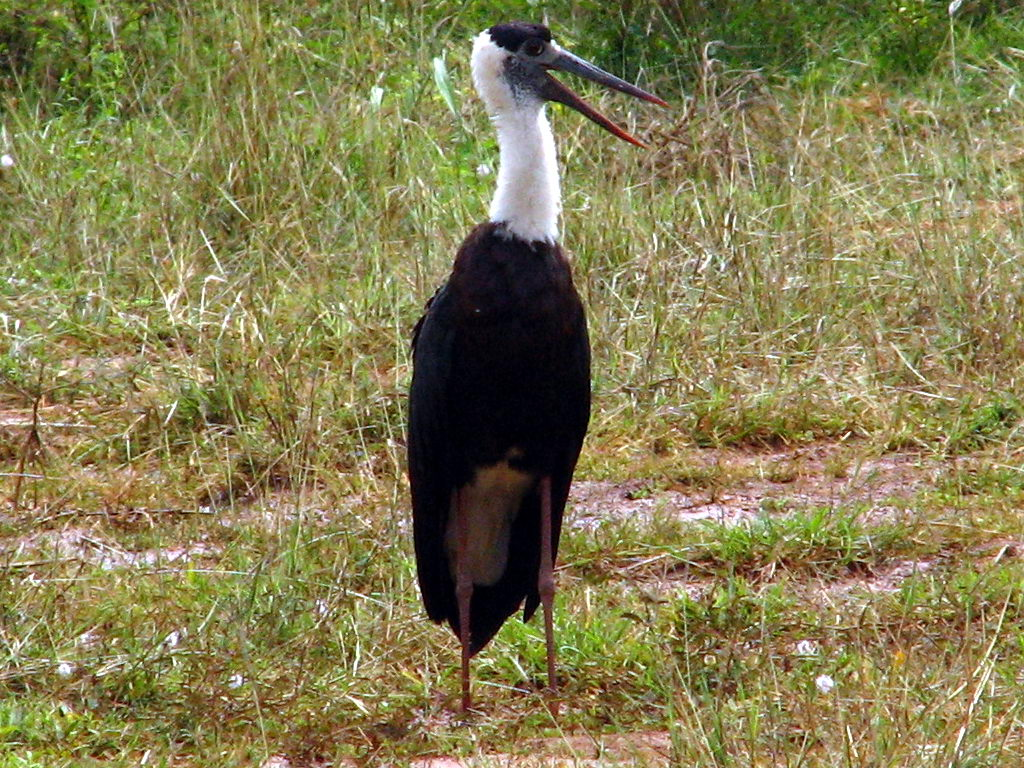
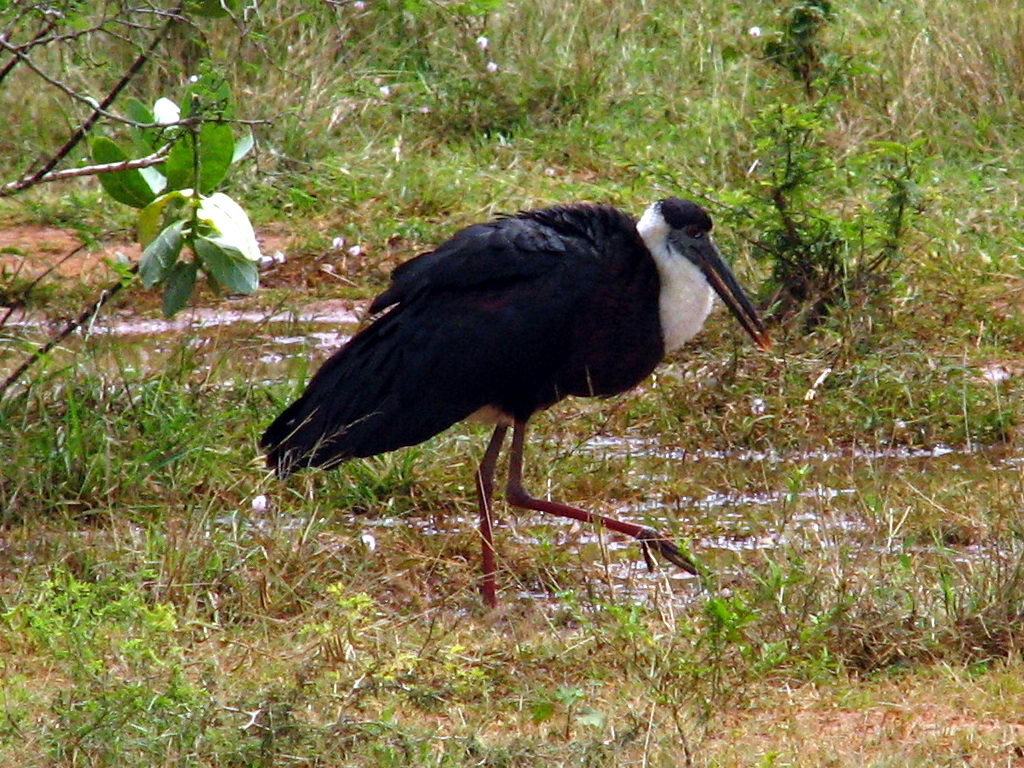
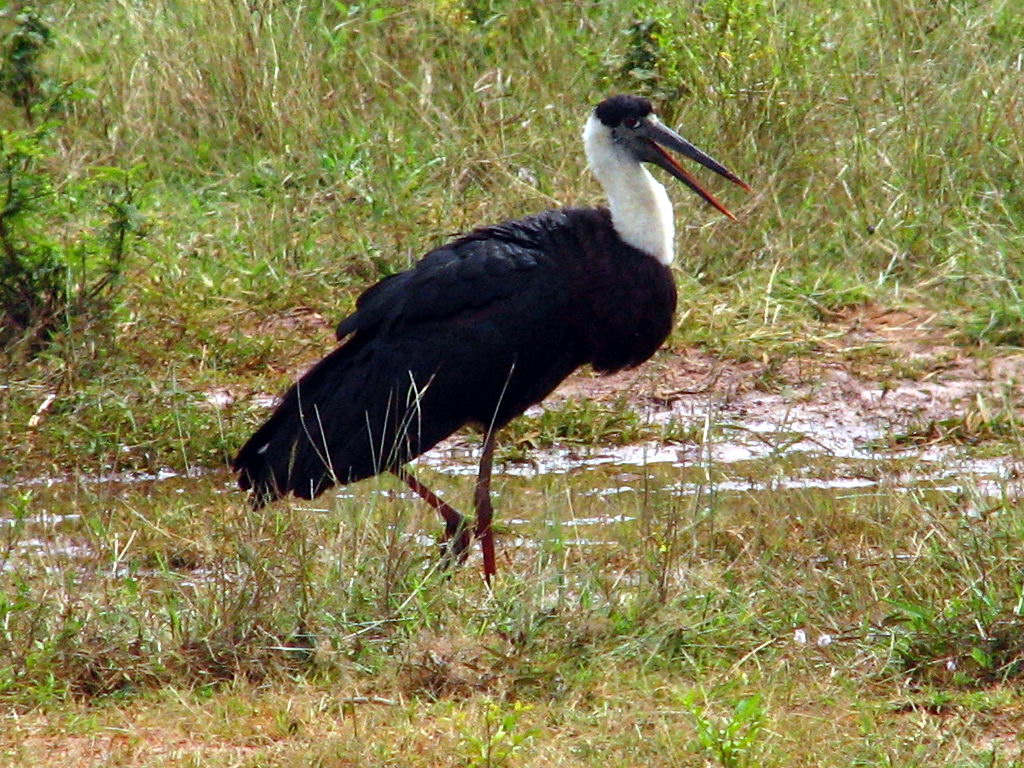
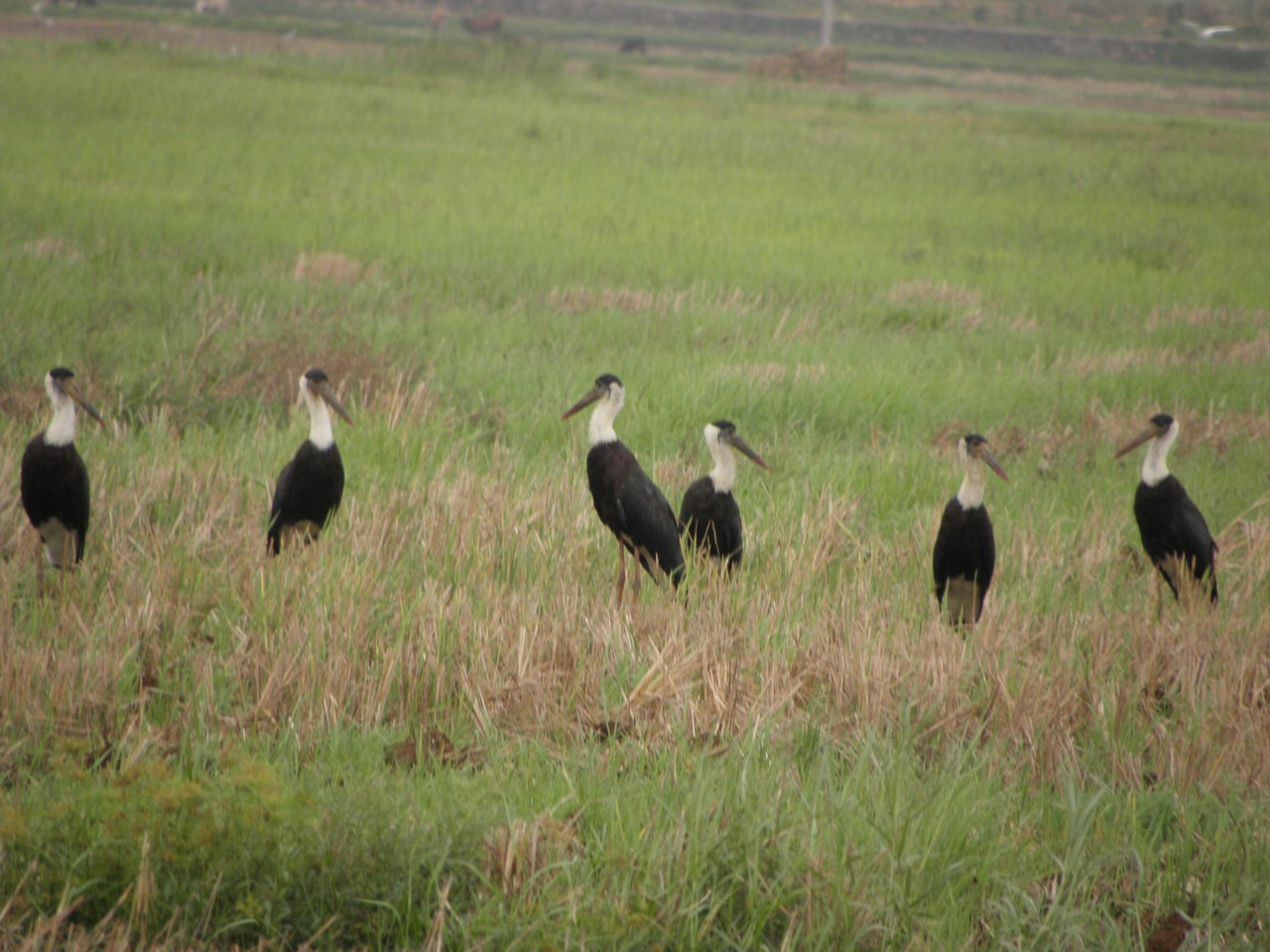
Nas terras de Koal, Thrissur [en], Querala, Índia.
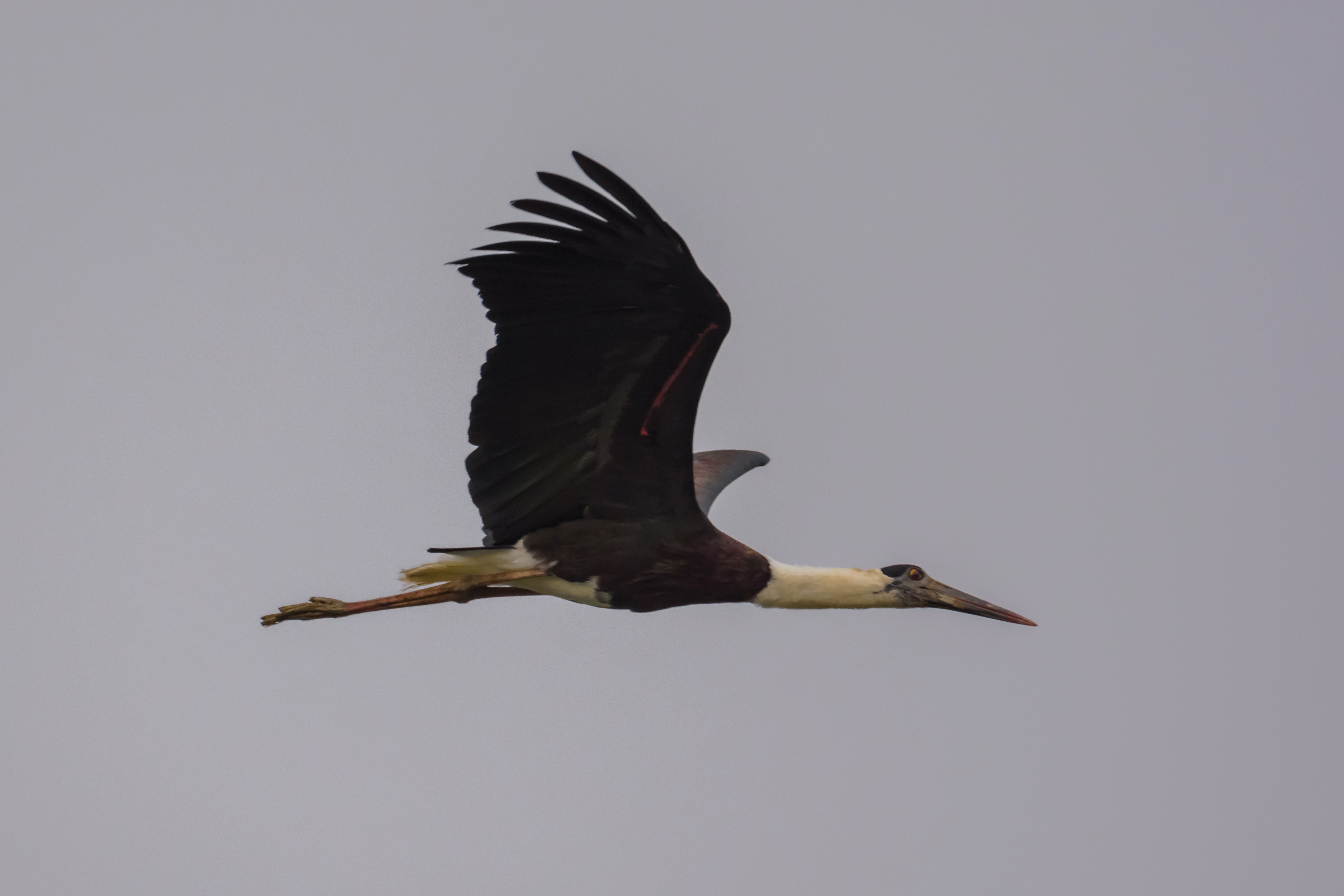
Voando no Parque Nacional de Chitwan, Nepal.